# Coelioxys pomona
Coelioxys pomona är en biart som beskrevs av toro, Fritz och > 1991. Coelioxys pomona ingår i släktet kägelbin, och familjen buksamlarbin. Inga underarter finns listade i Catalogue of Life.